# يو إينيونغ
يو إينيونغ (هانغل: 유인영)؛ هي ممثلة وعارضة أزياء كورية جنوبية ولدت في يوم 5 يناير 1984 في سيئول. بدأت العمل كعارضة أزياء وثم بدأت بالتمثيل في سنة 2004، مثلت في مسلسلات رجل يدعى بالإله في 2010 و أم غبية في 2012. في سنة 2013 تم اختيارها كعارضة لشركة إليزابيث أردن للتجميل لتكون أول عارضة آسيوية تكون عارضة الشركة.